# Мюррей, Киган
Киган Митчелл Мюррей (англ. Keegan Mitchell Murray; род. 19 августа 2000, Сидар-Рапидс, Айова) — американский профессиональный баскетболист клуба НБА «Сакраменто Кингз». Он был выбран «Кингз» под четвертым номером на драфте НБА 2022 года. Он брат-близнец Криса Мюррея, который играет за «Портленд Трэйл Блэйзерс».

## Карьера в средней школе
Мюррей играл в баскетбол в средней школе Прейри в Сидар-Рапидс, штат Айова. Будучи взрослым, он набирал в среднем 20,3 очка и 7,2 подбора за игру. Мюррей провёл год в аспирантуре в Академии DME в Дейтона-Бич, Флорида, чтобы получить больше опыта. Он набирал в среднем 22,1 очка и 7,5 подбора за игру, получив награду самого выдающегося игрока на турнире National Prep School Invitational.

## Карьера в колледже

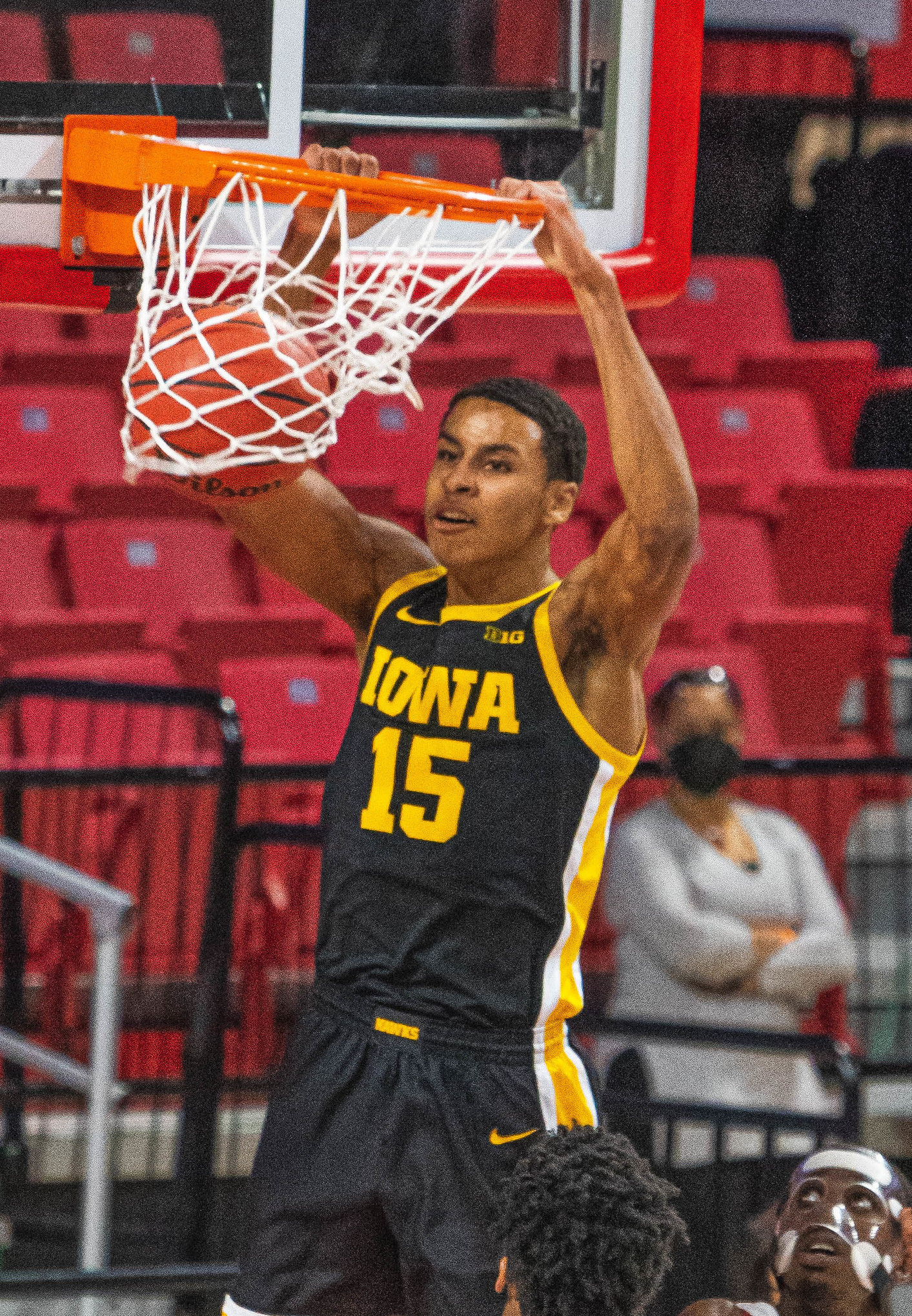
Мюррей в январе 2021 года

Будучи новобранцем с тремя звездами, Мюррей отправился в «Айову». 2 января 2021 года Мюррей установил рекорд сезона для первокурсников — 14 очков, 9 подборов, 3 перехвата и 3 блок-шота в победной игре над «Ратгерсом» (77:75). На первом курсе он набирал в среднем 7,2 очка, 5,1 подбора и 1,3 блок-шота за игру, войдя в сборную первокурсников конференции Big Ten. 16 ноября 2021 года Мюррей набрал 27 очков, 21 подбор и 4 блок-шота в победной игре над «Северной Каролиной» (86:69). Это была первая игра игрока из «Айовы» с 20 очками и 20 подборами после Брюса Кинга в 1977 году. 29 ноября он получил травму лодыжки во время игры против «Виргинии», из-за чего пропустил игру. 18 декабря Мюррей набрал 35 очков в победной игре над «Ютой» (94:75). 13 февраля 2022 года он набрал рекордные в карьере 37 очков в матче против «Небраской» (98:75). Будучи второкурсником, Мюррей был включен в первую сборной конференции Big Ten и выиграл приз имени Карла Мэлоуна как лучший тяжёлый форвард страны. Он помог «Хокайс» выйти на чемпионат конференции Big Ten 2022 года, где был признан самым выдающимся игроком турнира. 29 марта 2022 года Мюррей подал заявку на участие в драфте НБА 2022 года, отказавшись от оставшегося права на поступление в колледж.

## Карьера в НБА

### «Сакраменто Кингз» (2022—н.в.)
На драфте НБА 2022 года Мюррей был выбран под четвертым номером командой «Сакраменто Кингз». Он дебютировал в летней лиге 2 июля в победной игре против «Голден Стэйт Уорриорз» (86:68), набрав 26 очков и 8 подборов. Мюррей был назван самым ценным игроком Летней лиги НБА, набирая в среднем 23 очка, 7 подборов, 2 передачи, 1 перехват и при этом 50% бросков с игры и 40% с трехочковой дистанции. Он также был включен в первую сборную Летней лиги НБА. 22 октября Мюррей дебютировал в регулярном сезоне, набрав 19 очков, 5 подборов и 2 блок-шота в проигрышной игре против «Лос-Анджелес Клипперс» (109:111).
20 января 2023 года Мюррей набрал рекордные на тот момент 29 очков и 14 подборов в победой игре против «Оклахома-Сити Тандер» (118:113). 29 марта он реализовал свой 188-й трёхочковый в карьере в матче против «Портленд Трэйл Блэйзерс», превзойдя предыдущий рекорд Донована Митчелла (187) по наибольшему количеству трёхочковых за сезон, сделанных новичком в истории НБА. Свой сезон новичка он закончил с 206 трёхочковыми. Мюррей был включен в первую сборную новичков НБА 2023 года.
16 декабря 2023 года Мюррей набрал рекордные в карьере 47 очков, реализовав 12 из 15 бросков с трехочковой дистанции, включая рекордные для лиги 11 трехочковых подряд, в победной игре над «Юта Джаз» (125:104). Он также стал самым молодым игроком в истории НБА, забившим не менее 12 трехочковых за игру в возрасте 23 года и 119 дней, превзойдя предыдущий рекорд, установленный Коби Брайантом в возрасте 24 года и 137 дней.

## Статистика

### Статистика в НБА
| Сезон                                                                                    | Команда    | Регулярный сезон | Регулярный сезон | Регулярный сезон | Регулярный сезон | Регулярный сезон | Регулярный сезон | Регулярный сезон | Регулярный сезон | Регулярный сезон | Регулярный сезон | Регулярный сезон | Серия плей-офф | Серия плей-офф | Серия плей-офф | Серия плей-офф | Серия плей-офф | Серия плей-офф | Серия плей-офф | Серия плей-офф | Серия плей-офф | Серия плей-офф | Серия плей-офф |
| Сезон                                                                                    | Команда    | GP               | GS               | MPG              | FG%              | 3P%              | FT%              | RPG              | APG              | SPG              | BPG              | PPG              | GP             | GS             | MPG            | FG%            | 3P%            | FT%            | RPG            | APG            | SPG            | BPG            | PPG            |
| ---------------------------------------------------------------------------------------- | ---------- | ---------------- | ---------------- | ---------------- | ---------------- | ---------------- | ---------------- | ---------------- | ---------------- | ---------------- | ---------------- | ---------------- | -------------- | -------------- | -------------- | -------------- | -------------- | -------------- | -------------- | -------------- | -------------- | -------------- | -------------- |
| 2022/23                                                                                  | Сакраменто | 80               | 78               | 29,8             | 45,3             | 41,1             | 76,5             | 4,6              | 1,2              | 0,8              | 0,5              | 12,2             | 7              | 7              | 27,7           | 44,8           | 37,5           | 66,7           | 6,3            | 0,7            | 0,6            | 0,3            | 9,7            |
| 2023/24                                                                                  | Сакраменто | 77               | 77               | 33,6             | 45,4             | 35,8             | 83,1             | 5,5              | 1,7              | 1,0              | 0,8              | 15,2             | Не участвовал  | Не участвовал  | Не участвовал  | Не участвовал  | Не участвовал  | Не участвовал  | Не участвовал  | Не участвовал  | Не участвовал  | Не участвовал  | Не участвовал  |
|                                                                                          | Всего      | 157              | 155              | 31,7             | 45,4             | 38,4             | 80,5             | 5,0              | 1,4              | 0,9              | 0,6              | 13,7             | 7              | 7              | 27,7           | 44,8           | 37,5           | 66,7           | 6,3            | 0,7            | 0,6            | 0,3            | 9,7            |
| Наведите курсор мыши на аббревиатуры в заголовке таблицы, чтобы прочесть их расшифровку. |            |                  |                  |                  |                  |                  |                  |                  |                  |                  |                  |                  |                |                |                |                |                |                |                |                |                |                |                |

### Статистика в NCAA
| Сезон | Команда | Conf    | Class | GP | GS | MPG  | FG%  | 3P%  | FT%  | RPG | APG | SPG | BPG | PPG  |
| --- | ------- | ------- | ----- | -- | -- | ---- | ---- | ---- | ---- | --- | --- | --- | --- | ---- |
| 2020/21 | Айова   | Big Ten | FR    | 31 | 4  | 18,0 | 50,6 | 29,6 | 75,5 | 5,1 | 0,5 | 0,8 | 1,3 | 7,2  |
| 2021/22 | Айова   | Big Ten | SO    | 35 | 35 | 31,9 | 55,4 | 39,8 | 74,7 | 8,7 | 1,5 | 1,3 | 1,9 | 23,5 |
| Всего | Всего   | Всего   | Всего | 66 | 39 | 25,4 | 54,3 | 37,3 | 74,9 | 7,0 | 1,0 | 1,1 | 1,6 | 15,8 |
| Наведите курсор мыши на аббревиатуры в заголовке таблицы, чтобы прочесть их расшифровку Статистика приведена с сайта sports-reference.com |         |         |       |    |    |      |      |      |      |     |     |     |     |      |

## Личная жизнь
Отец Мюррея, Кеньон, играл в баскетбол за «Айову». Мюррей и его брат-близнец, Крис, были товарищами по команде на протяжении всей средней школы и колледжа. Крис был выбран в конце первого раунда драфта 2023 года и сейчас играет за «Портленд Трэйл Блэйзерс».